# NASAMS
NASAMS (Norwegian Advanced Surface to Air Missile System), que significa Sistema de Misiles Superficie-Aire Avanzado Noruego, es un sistema de defensa antiaérea de medio-largo alcance. El NASAMS fue la primera plataforma terrestre para el misil AIM-120 AMRAAM, y el primer sistema de misiles superficie-aire en el mundo occidental con guía por radar activo. El sistema defiende contra vehículos aéreos no tripulados (UAV), helicópteros, misiles de crucero, vehículos aéreos de combate no tripulados (UCAV) y aviones de ala fija, disparando sobre cualquiera una amplia gama de misiles existentes.
El NASAMS fue el primer lanzador de superficie terrestre que operó el AIM-120 AMRAAM (misil aire-aire avanzado de alcance medio). El NASAMS 2 es una versión mejorada del sistema capaz de utilizar Link 16, que ha estado operativo desde 2007. Desde el 2022, el NASAMS 3 es la última actualización. Implementado en 2019, agrega capacidad para disparar misiles AIM-9X Sidewinder, IRIS-T SLS y AMRAAM-ER, e introduce lanzadores móviles elevables por aire. NASAMS ha demostrado su interoperabilidad con sistemas de mayor alcance como el Patriot.

## Desarrollo

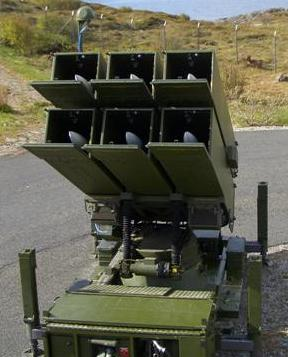
Lanzadera de NASAMS.

El desarrollo de NASAMS comenzó en la década de 1980, cuando Kongsberg Defence & Aerospace (KDA) se asoció con Hughes Missile Systems y Hughes Aircraft Ground Systems Group e inició el programa como un esfuerzo cooperativo para la Real Fuerza Aérea Noruega (RNoAF). Como se había previsto originalmente, NASAMS reemplazaría dos instalaciones Nike Hercules en la defensa de las bases aéreas del sur de Noruega, donde actuaría en conjunto con los F-16 para proporcionar una defensa en capas.
El sistema integrado de comando y control de gestión de batalla de defensa aérea, basado en computadoras KS500F y la consola de control KMC9000 con dos pantallas CRT en color, se desarrolló por primera vez para el programa Norwegian Adapted Hawk (NOAH), una actualización del MIM-23B mejorado. Cabeza de radar semiactiva Hawk, sistema de misiles tierra-aire. Este sistema de comando y control integró el radar Doppler iluminador de alta potencia (HPIR) AN/MPQ-46 existente con el radar de contrabatería AN/TPQ-36, modificado en un radar tridimensional de vigilancia del espacio aéreo de baja altitud con la actualización del software TPQ-36A.
El NOAH mejorado seguiría atacando sólo un objetivo por plataforma de lanzamiento, lo que era insuficiente para contrarrestar la amenaza emergente de disparos masivos de misiles de crucero. RNoAF ordenó un mayor desarrollo de un sistema de defensa aérea distribuido y centrado en red con múltiples lanzadores y radares.
El misil MIM-23B fue reemplazado por el misil AIM-120 AMRAAM con radar activo, que también utiliza un sistema de navegación inercial durante la aproximación inicial. El radar TPQ-36A se actualizó a la configuración giratoria AN/MPQ-64 Sentinel. Los lanzamientos de prueba se realizaron en junio de 1993. El sistema tuvo una capacidad operativa inicial a finales de 1994 y principios de 1995. Entró en pleno funcionamiento en 1998.
En la década de 2000 se desarrolló un NASAMS 2 mejorado y entró en funcionamiento en 2006. Una tercera generación, NASAMS 3, se desarrolló en la década de 2010 y se puso en funcionamiento en 2019.

### NASAMS de primera generación

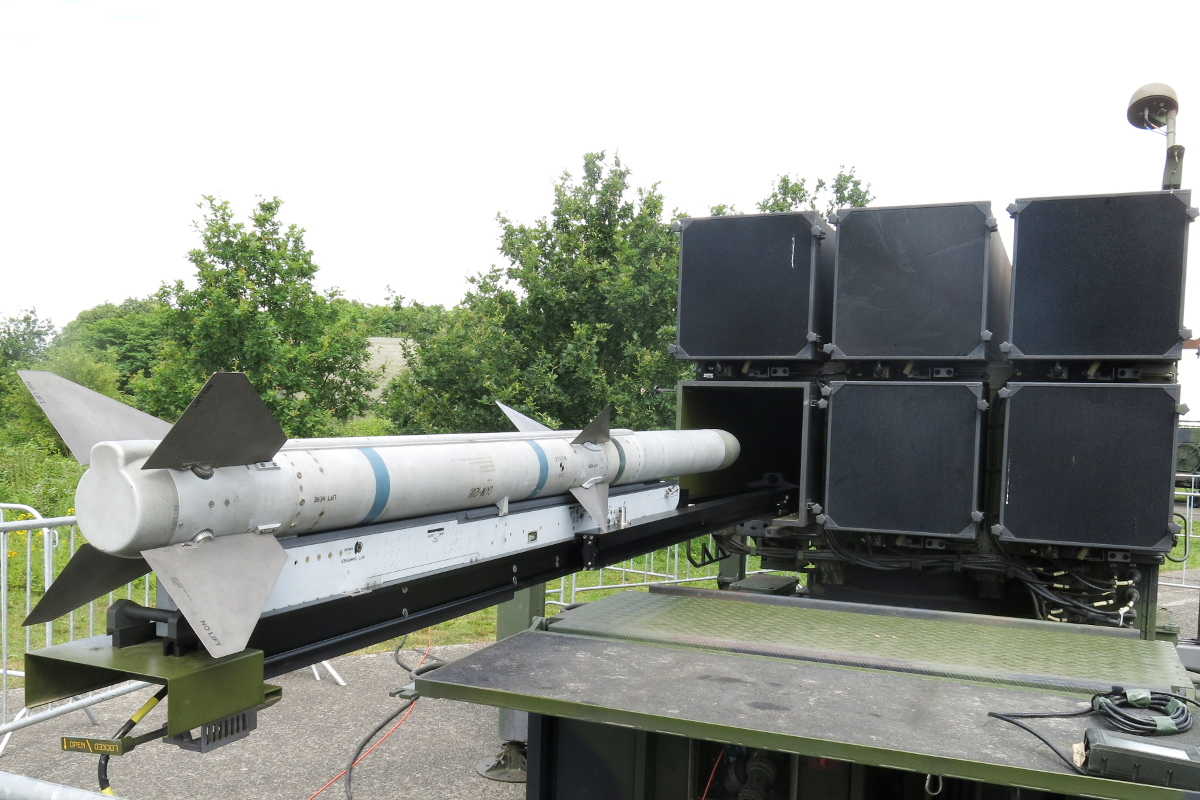
Un misil ficticio AIM-120 sobre un riel que se extiende desde el recipiente

El sistema integra el radar 3D de banda X de defensa aérea TPQ-36A y misiles AMRAAM construidos en Estados Unidos con un sistema de gestión de batalla C4I (comando, control, comunicación, computadoras e inteligencia) desarrollado en Noruega llamado FDC, abreviatura de Fire Distribution Center. El FDC conectado a un radar forma un "Sistema de control y radar de adquisición" (ARCS). Las capacidades de NASAMS se ven mejoradas por la naturaleza distribuida y en red del sistema. El módulo de refugio alberga dos consolas idénticas para el Oficial de Control Táctico (TCO) y el Asistente de Control Táctico (TCA).
El misil AMRAAM se dispara desde un lanzador remolcado con seis botes de misiles. El misil AMRAAM estándar tiene un alcance horizontal de hasta 25 km. Otras fuentes citan una autonomía de "más de 15 km" y 40 km para la versión de autonomía extendida.
A finales de la década de 1990, RNoAF formó un sistema integrado de defensa aérea terrestre conocido como Solución Noruega (NORSOL), conectando las estaciones ARCS de gestión de batalla de NASAMS con otros dos sistemas de defensa aérea a través de cables de campo y radio. Los sistemas de armas subordinados incluían el sistema MANPADS asistido por rayo láser RBS 70 y el cañón Bofors L70 de 40 mm, controlado por el radar de seguimiento Doppler monopulso Oerlikon Contraves FCS2000. La solución integró los tres sistemas (NASAMS, RBS70 y L70/FCS2000) para proporcionar conocimiento del campo de batalla a los comandantes de todos los niveles y garantizar la protección de las aeronaves amigas al mismo tiempo que se evita la destrucción excesiva (es decir, el enfrentamiento de una sola amenaza por parte de múltiples unidades de defensa aérea). y underkill (no enfrentar la amenaza por parte de ninguna unidad).

### NASAMS 2

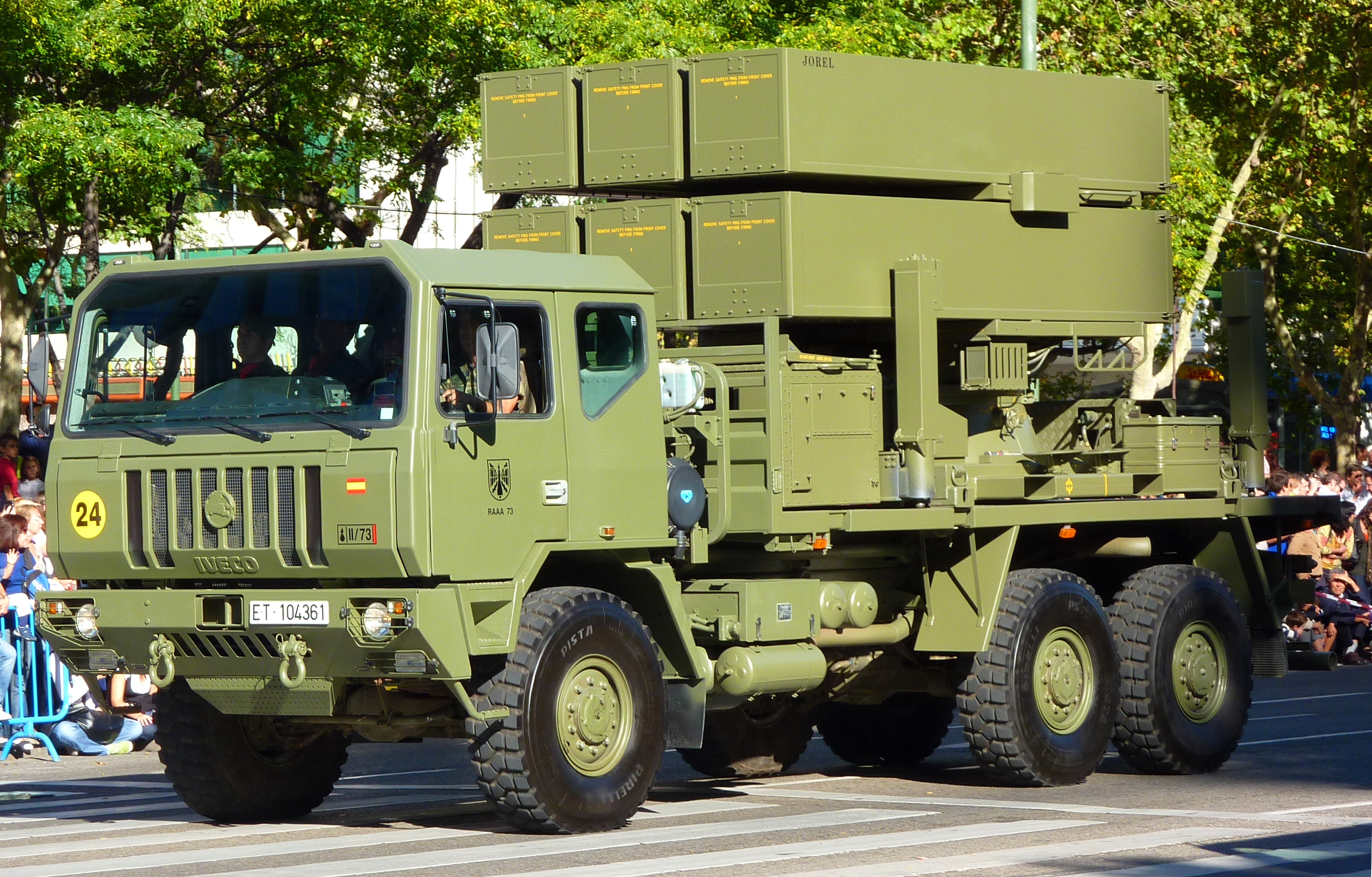
Un vehículo lanzador español NASAMS 2 durante un desfile militar en España

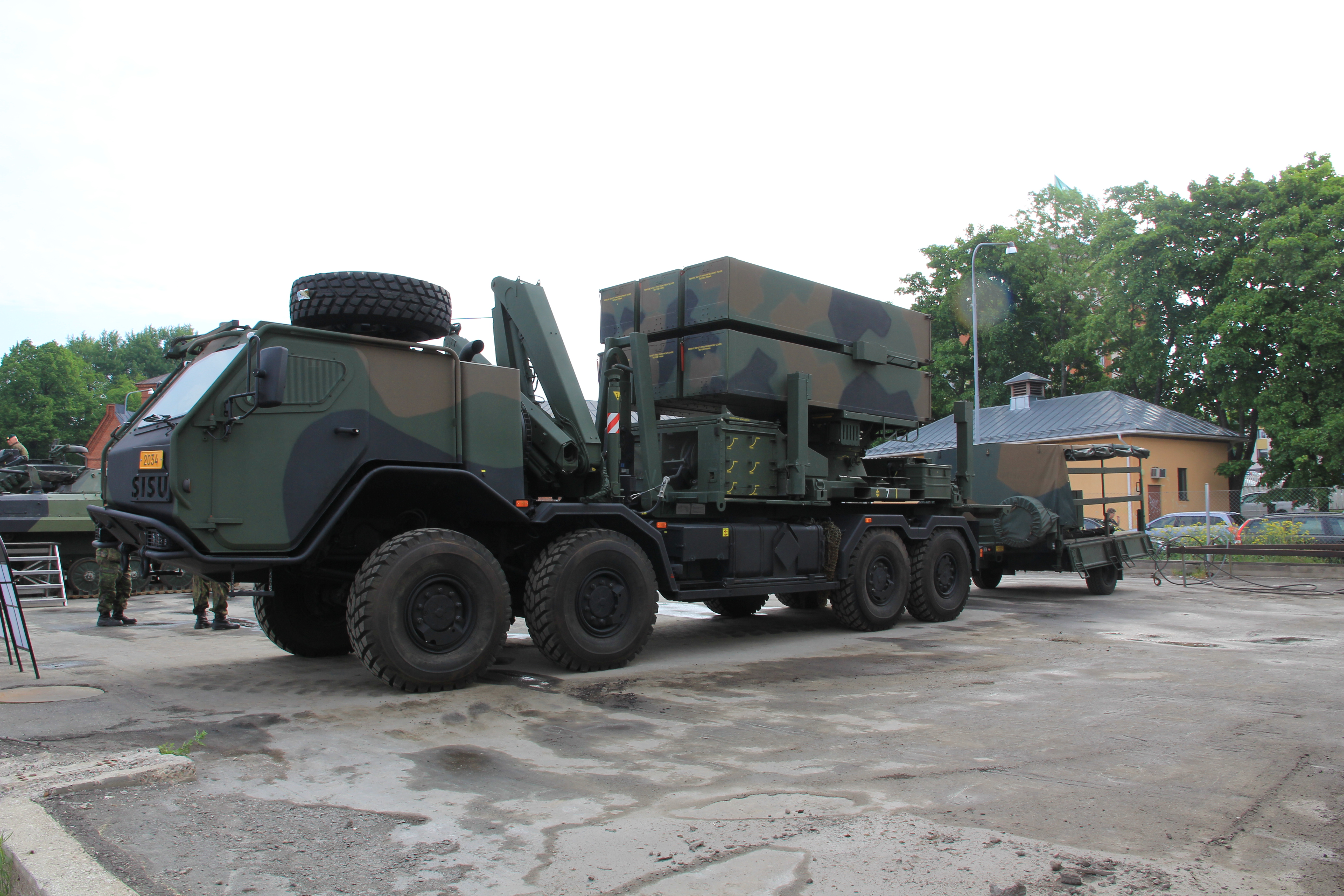
Un vehículo lanzador finlandés Sisu E13TP NASAMS 2

La RNoAF, junto con la KDA, llevó a cabo una actualización de mitad de vida de NASAMS a principios de la década de 2000, llamada NASAMS 2. La versión mejorada fue entregada a RNoAF a mediados de 2006. La principal diferencia entre las dos versiones es el uso de enlaces de datos tácticos estándar (Link 16, Link 11, JREAP, ATDL-1, etc.), así como un mejor radar terrestre. Se esperaba plena capacidad operativa (FOC) para 2007.
Una batería NASAMS 2 completa consta de hasta cuatro unidades de disparo. Cada unidad de disparo incluye 3 lanzadores de misiles (LCHR), cada uno con seis misiles AIM-120 AMRAAM, un radar Sentinel mejorado AN/MPQ-64F1, un vehículo del centro de distribución de incendios y un vehículo con cámara electroóptica (MSP500).
El radar Sentinel mejorado tiene un espectro de frecuencia más amplio, velocidad de rotación variable y mayor capacidad para detectar y seguir objetivos. La plataforma de radar viene montada en un remolque con su propia fuente de alimentación que puede ser remolcada por una variedad de vehículos. Cada radar puede procesar y distribuir los datos de forma independiente, y puede conectarse mediante enlaces de radio, cable, a través de Multi Rolle Radio, o a través de TADKOM.

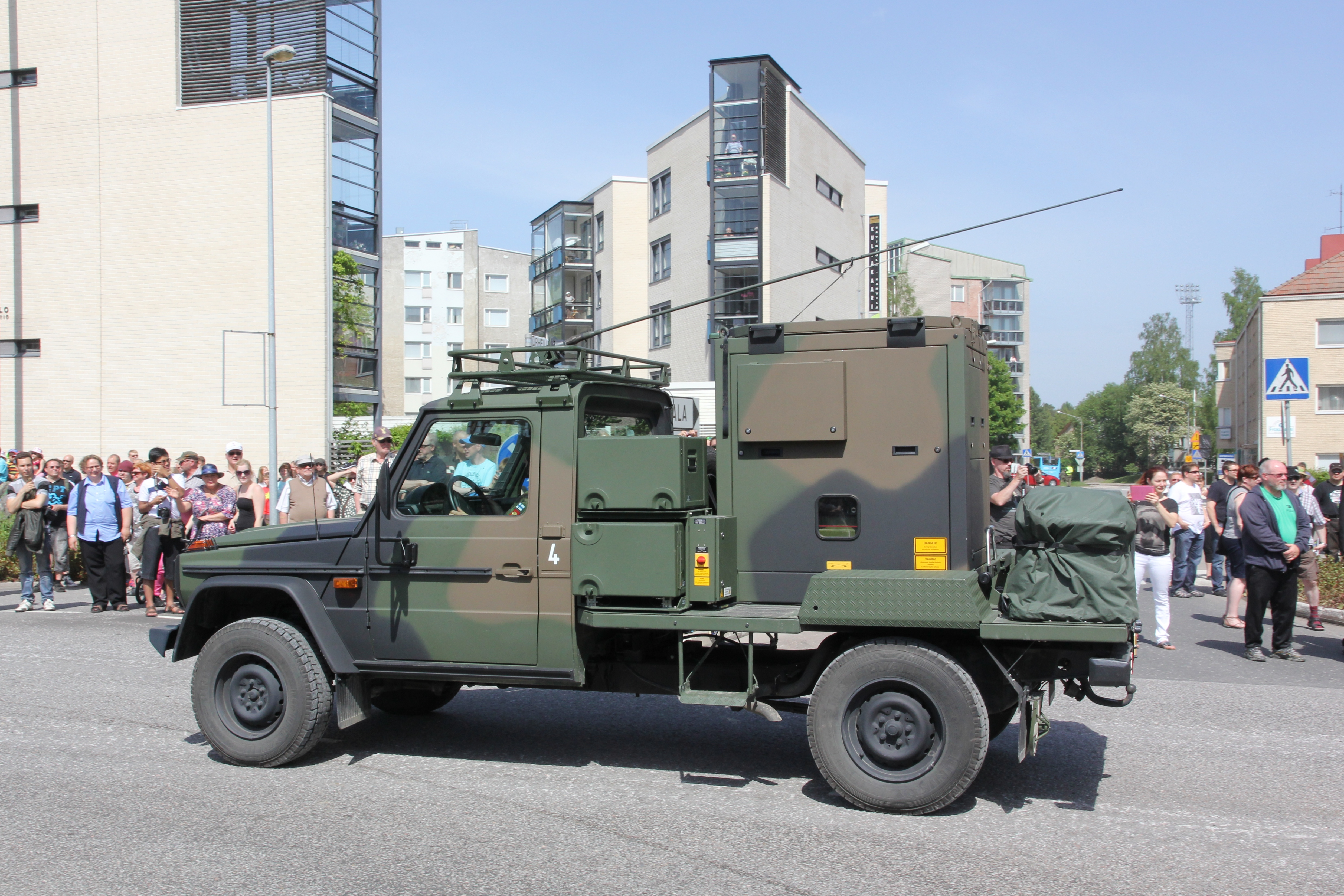
Sensor electroóptico Rheinmetall MSP600

El sensor electroóptico MSP500 de Rheinmetall está equipado con un telémetro láser y una cámara de televisión, así como una cámara termográfica mejorada. Estos pueden usarse para disparar misiles pasivamente, lo cual ha sido probado con éxito. MSP600 es una nueva versión liviana actualizada con procesamiento de señal digital. Es utilizado por varios países.
Los Centros de Distribución de Incendios (FDC) pueden formar una red con sensores distribuidos geográficamente y utilizar la fusión de datos centralizada o distribuida para procesar pistas de radar y formar una imagen completa del espacio aéreo para el Oficial de Control Táctico (TCO). Cada puesto de mando incluye dos pantallas a color con una interfaz de control de operaciones tácticas comunes (CTOC) basada en tareas. El sistema de control puede separarse de los sensores para ser menos visible.
Los operadores pueden cambiar a una función de control centralizado ejecutando el software del centro de operaciones (GBADOC). Un vehículo opcional del Centro de control táctico (TCC), similar al Centro de operaciones del batallón (BOC) para la actualización Hawk XXI, incluye un tercer puesto de mando que se puede utilizar para esta función.
Los módulos de control se pueden montar en una gran variedad de vehículos. Cada módulo puede determinar automáticamente su posición mediante un girocompás y un receptor GPS.

### NASAMS 3

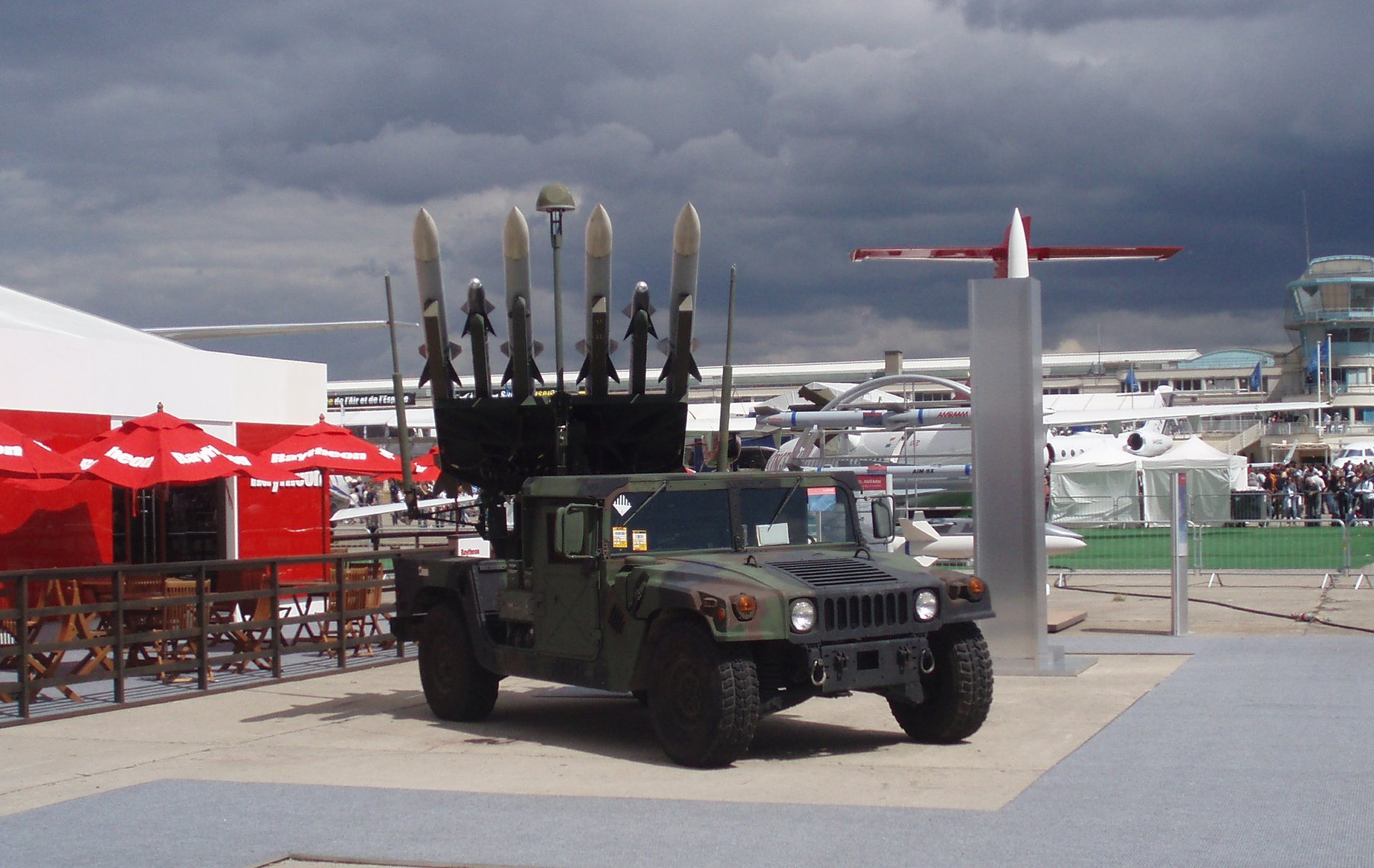
Un lanzador de alta movilidad (HML) con cuatro misiles AIM-120 AMRAAM y dos misiles AIM-9X Sidewinder

En abril de 2019, RNoAF implementó el sistema NASAMS 3 actualizado. En mayo de 2019 se realizaron las primeras pruebas de tiro real.
NASAMS 3 viene con una estación del Centro de distribución de incendios actualizada, una consola "ADX" que tiene superficies de control ergonómicas y tres pantallas planas de 30". El lanzador de botes Mk 2 rediseñado puede disparar misiles de corto alcance AIM-9X Sidewinder Bloque II y misiles AMRAAM-ER desde sus rieles de lanzamiento, además del AIM-120 AMRAAM. AMRAAM-ER es una actualización de alcance extendido, basada en un motor de cohete Evolved Sea Sparrow Missile, combinado con un motor de dos etapas Cabezal de guía AMRAAM, ampliando su alcance de participación, con un aumento del 50 por ciento en el alcance máximo y un aumento del 70 por ciento en la altitud máxima, dando un alcance máximo de unos 50 km. El misil de alcance extendido tendrá una mayor capacidad para derribar objetivos que vuelan rápido y son difíciles de maniobrar. En mayo de 2019, el AIM-9X Bloque II fue lanzado de prueba desde lanzadores NASAMS en el Centro Espacial Andøya en Noruega.
Se había desarrollado una nueva configuración de 'Sistema móvil de defensa aérea terrestre' de corto alcance para su despliegue inicial con la Brigada Norte del ejército noruego. Cada batería incluye seis lanzadores de misiles móviles IRIS-T SLS montados en vehículos con orugas y tres lanzadores de alta movilidad (HML) basados en M1152A1 HMMWV para el AIM-120 AMRAAM, que fueron desarrollados originalmente para el proyecto SLAMRAAM del ejército de EE. UU.. Pueden ser transportados por aire mediante C-130 Hercules o C-17 Globemaster.
El lanzador de alta movilidad es capaz de lanzar tanto AIM-120 como AIM-9X desde sus cuatro rieles de lanzamiento y puede equiparse con dos rieles adicionales. Los lanzadores y vehículos de apoyo IRIS-T se basarán en el Vehículo Blindado de Apoyo de Combate (ACSV) y en los vehículos de comando M113 (M577A2) mejorados. Estarán equipados con radares de banda X XENTA-M diseñados por Weibel Scientific.
En junio de 2019, Australia ordenó una versión local de NASAMS 3, con radares AESA tácticos CEA (CEATAC) y operativos CEA remolcados (CEAOPS), lanzadores de alta movilidad y radares transportados en vehículos Hawkei PMV en lugar de HMMWV, y se produjeron refugios para el centro de distribución de incendios en las instalaciones de Raytheon Australia en Lagos Mawson. El sistema incluye Raytheon AN/AAS-52 Multispectral Targeting System (MTS)-A, un sistema de guía electroóptico/infrarrojo (EO/IR) con un sensor de imágenes día/noche de alta resolución y un telémetro láser integrado. La ADF planea gastar 2.500 millones de dólares australianos en su red de defensa aérea basada en NASAMS.
En octubre de 2021, Raytheon anunció que NASAMS 3 se actualizará con GhostEye MR, un nuevo radar AESA de banda S de alcance medio basado en la tecnología GhostEye (anteriormente LTAMDS) desarrollada para el sistema MIM-104 Patriot. En marzo de 2022, Raytheon demostró que el sistema de armas láser de alta energía (HELWS) se puede combinar con NASAMS para destruir un enjambre de objetivos de drones.

## Misiles
El AMRAAM es uno de los misiles aire-aire más utilizados en el mundo y sus reservas son mayores que las de cualquier otro sistema comparable. Como NASAMS utiliza misiles aire-aire existentes, como el AIM-9 Sidewinder, AMRAAM y AMRAAM-ER, puede haber miles de misiles más antiguos en el arsenal de la OTAN que pueden dispararse desde una batería NASAMS sin cambios. La variante AIM-9X incluye un sistema de enfriamiento interno, lo que elimina la necesidad de suministro de nitrógeno en el riel de lanzamiento requerido por las variantes más antiguas del misil.
|                         |
| Vista lateral del misil |

|               |
| Vista frontal |

|               |
| Vista trasera |

Un informe describe a NASAMS como "extremadamente adecuado para Ucrania debido a la enorme cantidad de misiles que la OTAN y sus aliados pueden suministrar, específicamente para el sistema de defensa aérea". En particular, los modelos más antiguos AMRAAM A y B han sido reemplazados, poniendo a disposición muchos misiles más antiguos que podrían enviarse a Ucrania. Por ejemplo, el gobierno del Reino Unido ha ofrecido donar "[cientos] de misiles de defensa aérea adicionales", incluidos los AMRAAM.

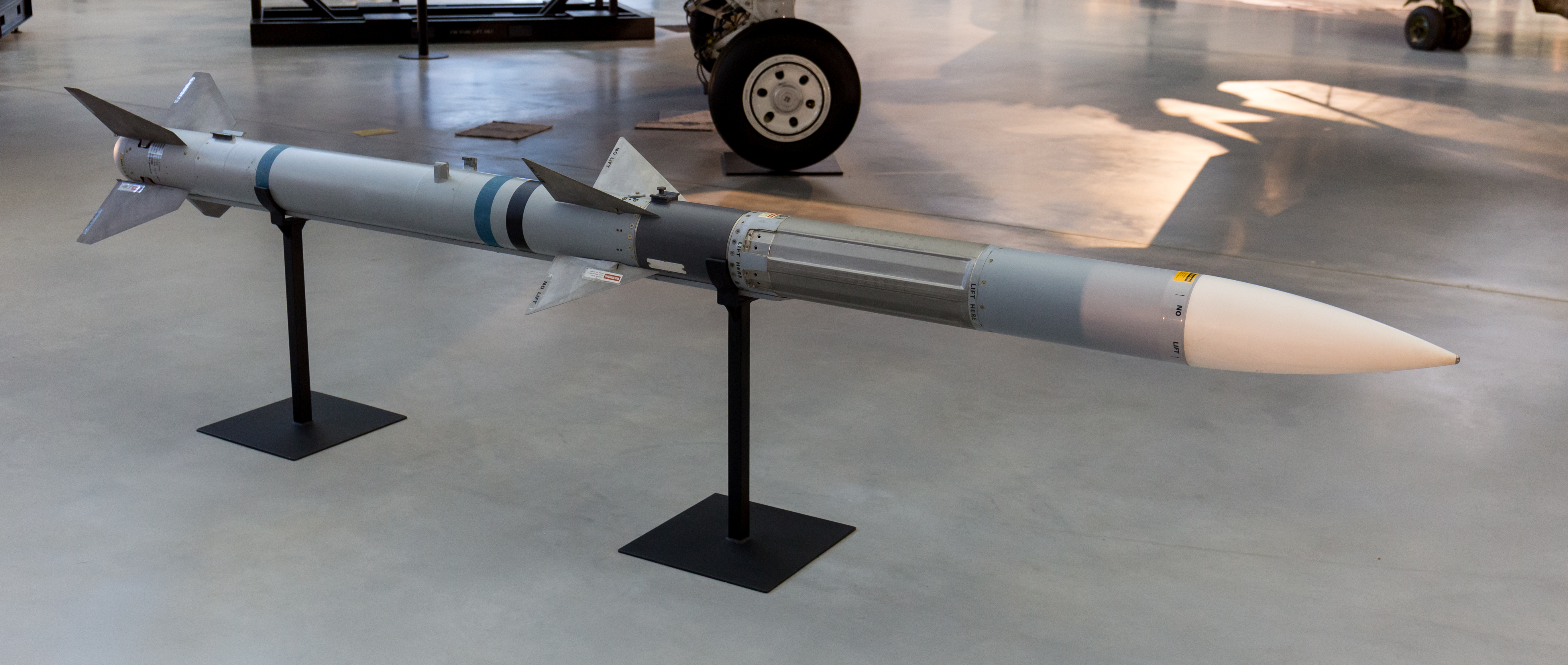
AIM-120 AMRAAM
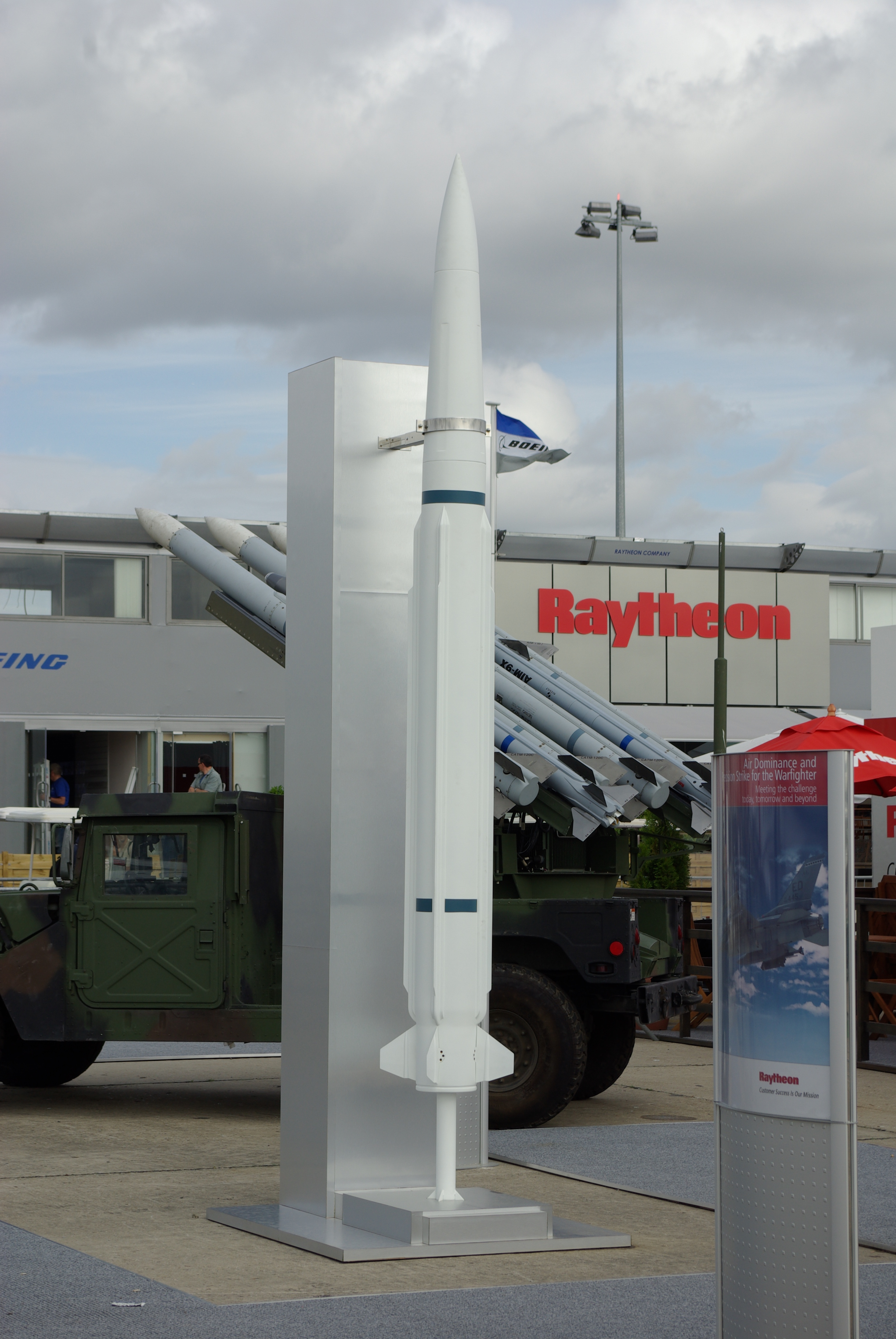
AMRAAM-ER
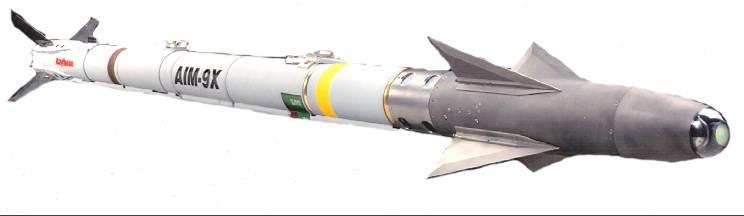
AIM-9X Sidewinder

## Historial de servicio
En los Estados Unidos, se utilizaron varios NASAMS para proteger el espacio aéreo sobre Washington D. C. durante la toma de posesión presidencial de los Estados Unidos en 2005, y se utilizan para proteger el espacio aéreo alrededor de la Casa Blanca.
En 2017, Lituania encargó NASAMS-3 para que mejorara sus propias capacidades de defensa aérea; se entregaron dos baterías en 2020.
En abril de 2017, Australia aprobó una Solicitud de Licitación (RFT) limitada a un solo proveedor para Raytheon Australia para desarrollar NASAMS para el sistema de defensa aérea terrestre de corto alcance ADF. En junio de 2019, Raytheon Australia adjudicó a Kongsberg Defence & Aerospace AS (Noruega) un contrato de 185 millones de dólares para la entrega de componentes NASAMS, mientras que Raytheon Australia es el contratista principal para entregar NASAMS al programa Land 19 Phase 7B del gobierno australiano. La versión australiana de NASAMS GBAD utilizará componentes fabricados localmente. La ministra de Defensa, Marise Payne, anunció la aprobación de primer paso en abril de 2017. En septiembre de 2021, los dos primeros centros de distribución de incendios de la NASAMS australiana pasaron las pruebas de aceptación en fábrica. En febrero de 2022, se completó el recipiente Mk2 para los lanzadores NASAMS. Estaba previsto entregar tres lanzadores de botes en 2022.
En 2019, Catar realizó un pedido de misiles AMRAAM-ER como parte de una compra de NASAMS.
El 1 de julio de 2022, Estados Unidos, a través de El Pentágono, anunció, como parte de un paquete de ayuda militar de 820 millones de dólares a Ucrania, la entrega de sistemas de defensa aérea NASAMS a través de la Iniciativa de Asistencia a la Seguridad de Ucrania (USAI) durante la invasión rusa de Ucrania en 2022. Un funcionario de defensa estadounidense dijo que los sistemas de defensa aérea ucranianos existentes son sistemas de tipo soviético, por lo que con el tiempo será más difícil mantenerlos. Esto es parte de la actualización de la defensa aérea ucraniana de un sistema de la era soviética a uno moderno. Los sistemas que se suministran pueden proceder de reservas noruegas y pueden ser unidades retiradas.
El 29 de julio de 2022, el Departamento de Defensa de EE. UU. reveló que había iniciado el proceso formal de adquisición de dos baterías NASAMS de 12 lanzadores móviles, cada uno con seis misiles, para Ucrania. El 24 de agosto de 2022, el Departamento de Defensa de EE. UU. anunció que proporcionaría seis unidades NASAMS adicionales "con municiones adicionales" a Ucrania bajo el mando de la USAI. El Pentágono dijo a finales de septiembre de 2022 que los NASAMS comenzarían a entregarse en "aproximadamente dos meses".
Las baterías NASAMS iniciales para Ucrania llegaron a principios de noviembre de 2022. El Pentágono declaró que NASAMS tuvo una tasa de éxito del 100 % durante los ataques con misiles rusos el 15 de noviembre de 2022. El presidente ucraniano Volodímir Zelenski reveló que el sistema derribó 10 de los 10 misiles apuntados. El gobierno de EE. UU. ha estado tratando de obtener más NASAMS de países del Medio Oriente, ya que fabricar un nuevo sistema desde cero con las tasas de producción actuales puede llevar dos años. Según RaytheonGreg Hayes, director general, los sistemas obtenidos de los países de Oriente Medio serían reemplazados más tarde por otros nuevos. Sin embargo, Hayes negó que estos países de Oriente Medio tuvieran que esperar dos años para obtener nuevos NASAMS: "Sólo porque se necesitan 24 meses para construirlo, no significa que se necesitarán 24 meses para llegar al país".
En abril de 2023, la Fuerza Aérea de Ucrania dijo que los NASAMS habían destruido más de 100 misiles y drones enemigos.
De marzo de 2023 a diciembre de ese mismo año España desplegó una Unidad de Defensa Antiaérea (UDAA) NASAMS en Estonia, dentro de la Base Aérea de Ämari, en el marco de la misión OTAN "Persistent Effort". Los dos únicos contingentes que rotaron en esa misión fueron generados por el Mando de Canarias del Ejército de Tierra.
El día 26 de febrero de 2024 un sistema NASAMS fue completamente destruido en Ucrania mientras este estaba operativo. Presumiblemente fue abatido por un sistema Tornado-S ruso mientras era vigilado por un dron de reconocimiento.

## Operadores

Operadores NASAMS-1
Operadores NASAMS-2
Operadores NASAMS-3
A la espera de la entrega

NASAMS se ha exportado a los Estados Unidos, y la actualización NASAMS 2 se ha exportado a Finlandia, los Países Bajos, España, Omán y Chile.
En septiembre de 2022 había 13 operadores oficiales. Kongsberg declaró: "NASAMS está en uso operativo en Noruega, España, EE. UU., Países Bajos, Finlandia, Omán, Lituania, Indonesia y un cliente no revelado. El sistema está en producción para Australia y Catar, Hungría y Ucrania. NASAMS se utiliza tanto en ejércitos como en fuerzas aéreas de todo el mundo. Además, Polonia, Grecia y Turquía operan la solución de comando y control Kongsberg para varios sistemas de armas".: 10 
- Chile – Encargado en 2011.[65]
- Finlandia – NASAMS-2 seleccionado en 2009.[66][45]
- Indonesia – dos baterías NASAMS-2 entregadas y en servicio a partir de 2020.[67]
- Lituania – se entregaron dos baterías NASAMS-3 en 2020,[68] cada una con cuatro lanzadores como parte de un acuerdo de 128 millones de dólares.[69] A mediados de 2022, Lituania está en proceso de adquirir más unidades.
- Países Bajos – dos baterías en 2006, cada una de las cuales consta de 1 centro de control de incendios, 1 radar AN/MPQ-64M2 y 3 lanzadores, con un radar de búsqueda Hensoldt TRML-3D/32.[70][71]
- Noruega — NASAMS-2 y NASAMS-3.[45]
- Omán – encargado en enero de 2014, por una suma de 1.280 millones de dólares.[72][73][74]
- España – El Ejército de Tierra de España adquirió 4 unidades de tiro del sistema de misil antiaéreo avanzado NASAMS II en 2003, como parte de la compensación industrial por la compra para la armada de Noruega de cinco fragatas clase Fridtjof Nansen (la otra parte fue la compra por parte de la Armada de misiles antibuque Kongsberg Penguin para los helicópteros SH-60). El Ejército de Tierra instalará en Canarias los misiles antiaéreos NASAMS (Norwegian Advanced Surface to Air Missile System), con un alcance eficaz de 30 kilómetros.[75][76] El sistema, fabricado por Kongsberg Defence & Aerospace, Raytheon e Izar (actualmente Navantia), está compuesto por 6 lanzadores séxtuples de misiles AIM-120 AMRAAM y un radar SENTINEL.[77]
- Ucrania – Ucrania recibió el sistema NASAMS de EE. UU. en noviembre de 2022 y otra adquisición de Canadá en enero de 2023.[78][79][80][81] En marzo de 2023, Noruega anunció que enviaría dos sistemas a Ucrania.[82] En mayo de 2023, Estados Unidos aprobó la venta de sistemas de defensa aérea NASAMS a Ucrania. Se trata de la posible venta de sistemas de defensa aérea y equipos relacionados por un coste estimado de 285 millones de dólares.[83] Lituania está comprando dos lanzadores NASAMS para Ucrania (no sistemas completos).[84] El gobierno de EE. UU. anunció la compra de otras 4 baterías de NASAMS para Ucrania.[85]
- Estados Unidos – se utiliza con AN/TWQ-1 Avenger para protección adicional de objetivos de alto valor y Washington D. C.[86][45]

### Operadores futuros
- Australia – contrato para NASAMS-3 firmado en marzo de 2017, valorado en 2.500 millones de dólares australianos.[87] El sistema será ensamblado localmente por Raytheon Australia y reemplazará los sistemas RBS-70 en servicio.[88] Australia recibió sus primeros lanzadores en 2022.[89]
- Hungría – pedido en noviembre de 2020 en un contrato de mil millones de dólares, con 60 piezas de misiles AMRAAM C7/C8 valoradas en 230 millones de dólares. Entrega prevista en 2023.[90][91][92]
- Kuwait: Se solicitó la compra de 63 misiles aire-aire avanzados de alcance medio (AMRAAM) AIM-120C-8; 63 misiles tácticos AIM-9X Sidewinder Block II; 12 sistemas multifuncionales de distribución de información: actualización 2 del bloque de terminales de bajo volumen (MIDS LVT); y 12 módulos criptográficos MIDS LVT. Aprobado por el Departamento de Estado de EE. UU. como venta militar extranjera en octubre de 2022.[93]
- República de China – el gobierno de EE. UU. acordó permitir que Taiwán compre sistemas de misiles de defensa aérea NASAMS, durante la reunión anual de seguridad de las Conversaciones de Monterey entre ambas partes en Annapolis en junio de 2022. A Taiwán se le permitirá comprar la última variante de NASAMS, que puede disparar AIM-9X. , AMRAAM y AMRAAM-ER.[94] Taiwán decidió comprar "más de cuatro" sistemas NASAMS, tras la aprobación de Estados Unidos. La compra no se realizará hasta 2024, debido a la demanda de capacidad de producción de Ucrania.[95]
- Catar – encargado en julio de 2019.[96] Catar es el primer país en adquirir AMRAAM-ER, la variante tierra-aire de alcance extendido.[21]

### Ofertas fallidas
- India: En 2018, India consideró seriamente adquirir NASAMS, pero finalmente no lo hizo. La Fuerza Aérea de la India dijo que prefería invertir en el programa de defensa contra misiles balísticos (BMD) de varios niveles del país.[97]
- Estonia y  Letonia: en 2022, Letonia y Estonia firmaron una carta de intención sobre la compra conjunta de sistemas de defensa aérea de medio alcance.[98] NASAMS was considered as a likely candidate. In May 2023, the Latvian and Estonian governments announced the decision to jointly procure the IRIS-T SLM systems.[99]

### Desarrollos relacionados
- AIM-120 AMRAAM

### Listas relacionadas
- Anexo:Materiales del Ejército de Tierra de España